# Marjan Dolgan (novinar)
Marjan Dolgan, slovenski novinar, * 18. februar 1923, Trst, † 1. november 1996, Gorica.

## Življenje in delo
Po očetovi smrti in končanem 4. razredu ljudske šole v rojstnem kraju se je leta preselil v Ljubljano in se vpisal v gimnazijo. Italijanski fašisti so ga marca 1942 v Ljubljani aretirali in poslali v taborišče Gonars, od tam pa februarja 1943 v »battaglione speciale« v San Pier d'Agliana pri Pistoii ter nazadnje na Sardinijo, kjer so po italijanski kapitulaciji posebne bataljone osvobodili Američani. Po rešitvi iz ujetništva je napravil tečaj za poročnika in postal komandir čete ter sodeloval pri glasilu Naša zvezda, ki so ga izdajale slovenske čete v Prekomorskih brigadah in v Port de Boucu režiral Klopčičevo enodejanko Mati. Oktobra 1945 se je vrnil v Trst in 1947 maturiral na Slovenski realni gimnaziji. Novembra 1947 je nastopil službo pri listu Primorski dnevnik, najprej kot špotni urednik, nato kot kronist in nazadnje kot urednik gospodarskih novic. Vključil se je tudi v Prosvetno društvo Škedenj-Servolina in z dramatičnim odsekom večkrat igral na domačem odru, s skupino pa je tudi gostoval v tržaški okolici in pri mladinskih radijskih oddajah Radia Trst. Istočasno pa je deloval tudi v športnem društvu Škedenj-Savolina. Nastopal je kot orodni telovadec ter bil vaditelj ženske in moške telovadne vrste. V atletiki je bil prvak Svobodnega tržaškega ozemlja (STO) v skoku v višino ter v teku na 110 m z ovirami. Z reprezentanco STO je septembra 1947 nastopil na Balkanskih športnih igrah v Ljubljani.